# Єнін Євгеній Володимирович
Євгеній Володимирович Єнін (19 листопада 1980, Дніпропетровськ — 18 січня 2023, Бровари, Київська область) — український дипломат і правник. Перший заступник Міністра внутрішніх справ України 6 вересня 2021 — 18 січня 2023 року. Член Комісії при Президентові України з питань громадянства. Агент України у справах України проти РФ у міжнародних судах.
Обіймав посаду заступника Міністра закордонних справ України (15 квітня 2020 — 6 вересня 2021), заступника Генерального прокурора України (2016—2019), радника-посланника Посольства України в Італії (2012—2016). Загинув у авіакатастрофі в Броварах 18 січня 2023 року.

## Життєпис

### Освіта і ранні роки
Народився 19 листопада 1980 року в Дніпрі.
З липня 1997 року по червень 2002 року — курсант Національної академії СБУ, яку закінчив з відзнакою у 2002 році за спеціальністю «Правознавство».
У 2010 році захистив дисертацію на тему «Забезпечення національних інтересів України у процесі врегулювання придністровського конфлікту» та здобув науковий ступінь кандидата політичних наук зі спеціальності «Основи національної безпеки держави».
У 2012 році закінчив Український державний університет фінансів та міжнародної торгівлі і здобув кваліфікацію юрист-міжнародник.
З липня 2002 року по грудень 2005 року — проходив військову службу на посадах офіцерського складу в оперативних підрозділах Служби безпеки України та Служби зовнішньої розвідки України.

### Професійна діяльність
З грудня 2005 року по березень 2010 року обіймав посади третього та другого секретаря Посольства України в Республіці Молдова.
З березня по липень 2010 року — другий секретар сектора з питань придністровського врегулювання Міністерства закордонних справ України.
З липня по жовтень 2010 року — другий секретар відділу країн Південно-Східної Азії та Океанії Шостого територіального департаменту Міністерства закордонних справ України.
З жовтня 2010 року по вересень 2011 року — другий та перший секретар відділу країн Далекого Сходу Шостого територіального департаменту Міністерства закордонних справ України.
З вересня по листопад 2011 року — в.о. начальника другого східноєвропейського відділу Четвертого територіального департаменту Міністерства закордонних справ України.
З листопада 2011 року по листопад 2012 року — в.о. начальника, начальник відділу Причорноморських країн Управління країн Південної Європи, Балкан та Південного Кавказу Третього територіального департаменту Міністерства закордонних справ України.
Перебуваючи на посаді начальника відділу Румунії, Молдови та Балкан МЗС України брав участь у переговорному процесі з Урядом Молдови щодо «пакетного врегулювання» проблемних питань двосторонніх відносин (демаркація, взаємне визнання власності, екологічні питання). Результатом стало початок демаркації придністровської ділянки українсько-молдовського кордону.
З листопада 2012 року по грудень 2014 року обіймав посаду радника Посольства України в Італійській Республіці.
З грудня 2014 року по червень 2016 року — радник-посланник Посольства України в Італійській Республіці.

##### Заступник Генерального прокурора України
7 червня 2016 року — призначений заступником Генерального прокурора України.
На посаді заступника Генерального прокурора України опікувався питаннями міжнародного співробітництва під час кримінального провадження, зокрема щодо виявлення, арешту та повернення в Україну злочинних активів, а також щодо розшуку та екстрадиції в Україну ВІП-втікачів, видачі з України правопорушників за запитами іноземних держав. Координував співпрацю України з Міжнародним кримінальним судом.
Брав активну участь у поверненні до державної скарбниці 1,5 млрд доларів злочинних активів екс-президента України Віктора Януковича.
Подав у відставку у квітні 2019 року.

###### Заступник Міністра закордонних справ України
З 15 квітня 2020 — заступник Міністра МЗС України Дмитра Кулеби.
24 серпня 2021 року присвоєно дипломатичний ранг Надзвичайного і Повноважного Посланника другого класу.

#### Перший заступник Міністра внутрішніх справ України
З 6 вересня 2021 — перший заступник Міністра МВС Дениса Монастирського. Як перший заступник міністра курував половиною напрямків системи МВС: Державну службу з надзвичайних ситуацій, Державну міграційну службу та Національну поліцію.
Ініціатор проєкту евакуаційних груп Нацполіції «Білий Янгол» на лінії бойових дій.

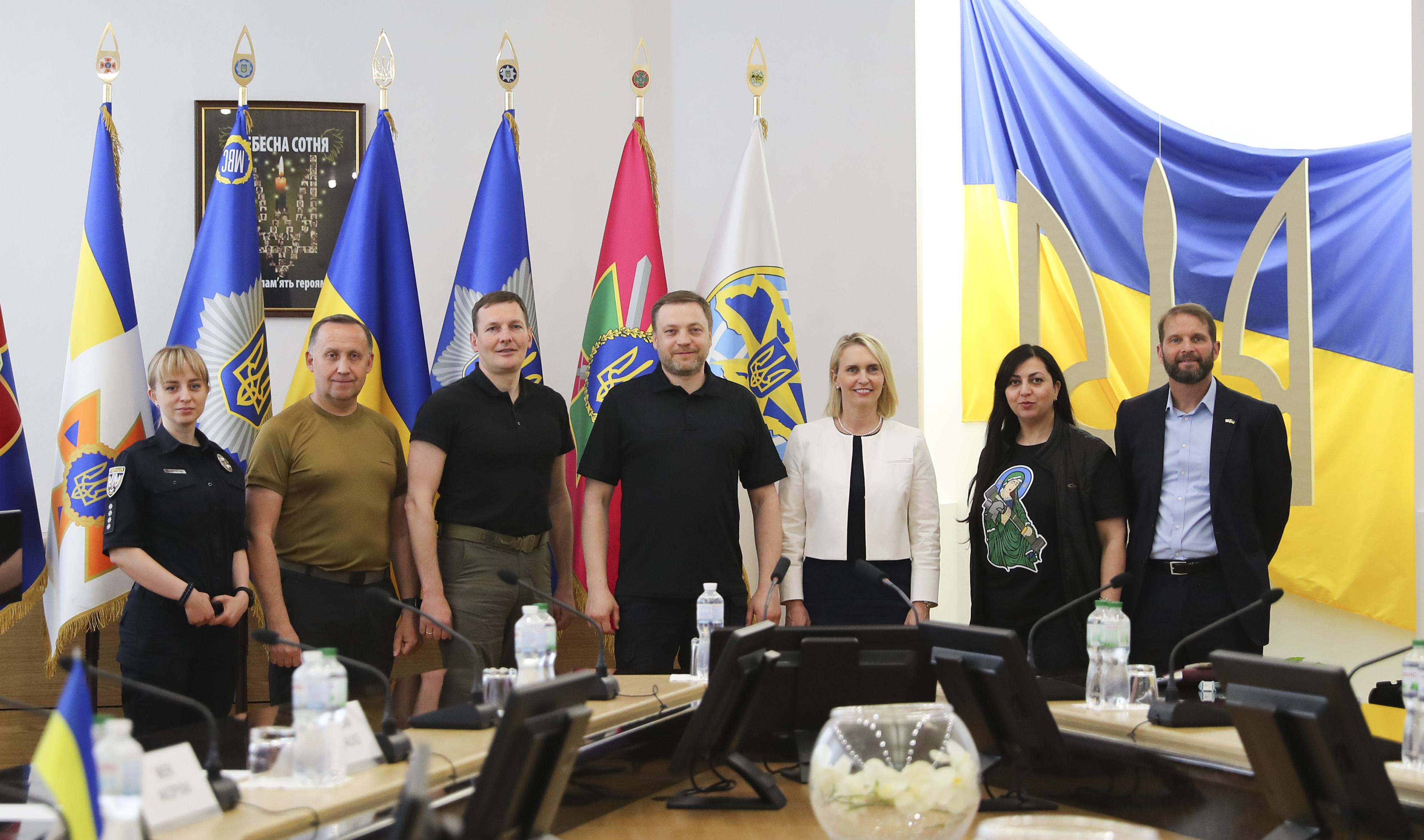
Посол Брінк на зустрічі з керівництвом України, зокрема, міністром МВС Денисом Монастирським та Євгеном Єніним, червень 2022

#### Агент України в міжнародних судах
Президент України Володимир Зеленський 21 травня 2020 року уповноважив Єніна виступати агентом України у справах України проти Російської Федерації, що розглядаються Міжнародним Судом ООН щодо порушення Російською Федерацією Міжнародної конвенції про боротьбу з фінансуванням тероризму та Міжнародної конвенції про ліквідацію всіх форм расової дискримінації та арбітражними трибуналами та відповідно здійснювати представництво України у зазначених справах.
22 травня 2020 року Україна підготувала меморандум для Міжнародного трибуналу ООН, в якому містяться пояснення із доказовими матеріалами, у процесі проти РФ за Конвенцією ООН з морського права. За даними Єніна, в документі було зібрано факти, докази, покази свідків щодо порушень Росією міжнародних конвенцій 2018 року в районі Керченської протоки.

## Законотворча діяльність
З липня 2019 року по квітень 2020 року — заступник виконавчого директора Українського інституту майбутнього та позаштатного консультанта Комітету ВРУ з питань правоохоронної діяльності.
31 липня 2020 року в Українському інституті майбутнього відбулась презентація книги за співавторством Єніна «Конфлікти, що змінили світ».

## Відзнаки
- Орден «За мужність» III ст.[15]
- Орден «За заслуги» III ступеня.[15]
- 2017 — орден Ріо Бранку — найвища державна нагорода Бразилії[16] (посмертно)

## Родина
Був одружений, мав двох дітей.

## Смерть
Загинув вранці 18 січня 2023 року внаслідок падіння гелікоптера ДСНС у Броварах Київської області.

## Вшанування пам'яті
- 1 вересня 2023 року Павлоградському ліцею № 9 присвоєно ім'я Єніна[18]
- 8 вересня 2023 року в Академії СБУ відкрили пам'ятну стелу Єніну та назвали на його честь бібліотеку[19]
- 2 квітня 2024 року у Харкові вулицю Бакуліна перейменували на вулицю Євгенія Єніна.
- 21 серпня 2024 року у Дніпрі з'явився сквер імені Єніна.[20]